# Andrena echizenia
Andrena echizenia is een vliesvleugelig insect uit de familie Andrenidae. De wetenschappelijke naam van de soort is voor het eerst geldig gepubliceerd in 1973 door Hirashima & Haneda.